# Den långa marschen genom institutionerna

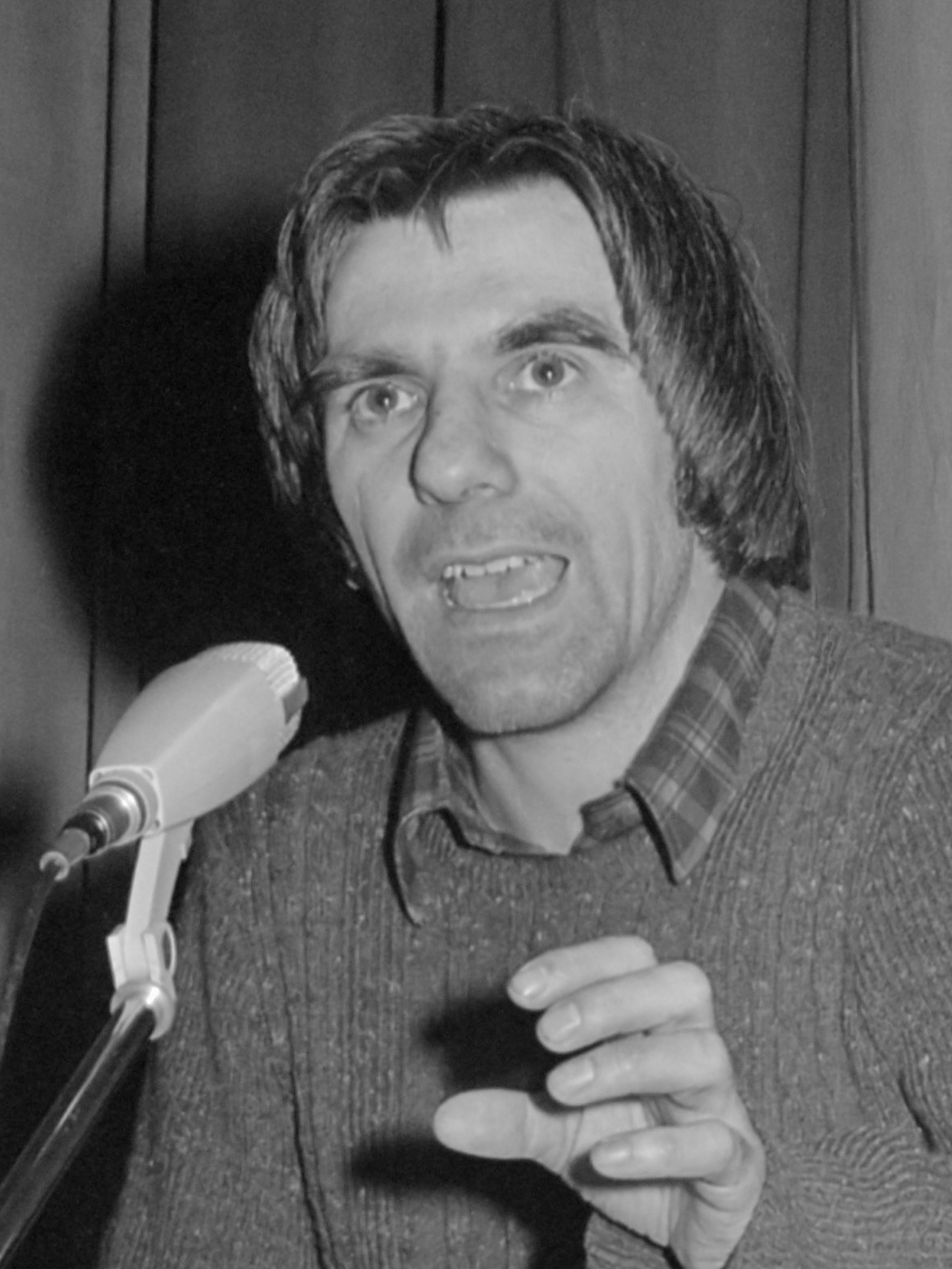
Rudi Dutschke (1940–1979) var en av förgrundsfigurerna i den radikala studentrörelsen i Västtyskland.

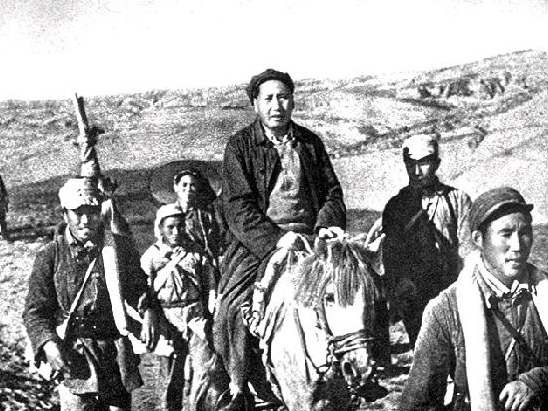
Kinesiska Röda arméns långa marsch 1934–1935 användes av Rudi Dutschke som en metafor för den långsiktiga strategi för revolution som han lanserade. På bilden ses Mao Zedong.

Den långa marschen genom institutionerna (på tyska: der lange Marsch durch die Institutionen; på engelska: the long march through the institutions) är en slogan som myntades 1967 av studentaktivisten Rudi Dutschke för att beskriva en långsiktig strategi för att skapa förutsättningarna för revolution: att störta samhället genom att infiltrera viktiga samhällsinstitutioner. Det blev en del av den utomparlamentariska oppositionen (Außerparlamentarische Opposition, APO) som uppstod i slutet av 1960-talet. Frasen ”lång marsch” är en referens till de kinesiska kommunisternas utdragna kamp, vilken inbegrep en fysisk lång marsch med Folkets befrielsearmé genom Kina.

## Influenser
Den främsta influensen till Dutschkes tänkande anses vanligtvis vara den italienske kommunisten Antonio Gramscis arbeten. Gramsci skrev, medan han satt fängslad på Benito Mussolinis order, om kulturell hegemoni och behovet av ett ”ställningskrig” för att skapa förutsättningarna för ett revolutionärt ”manöverkrig”. Degroot ser även Ernst Bloch som en viktig influens. Bloch träffade Dutschke i Bad Boll i Baden-Württemberg 1968 och beundrade hans integritet och beslutsamhet – egenskaper som han hade beskrivit i sitt verk Das Prinzip Hoffnung (”Hoppets princip”; 1954–1959) som oumbärliga för att uppnå utopin.

## Begreppets definition
Herbert Marcuse skrev i ett brev till Dutschke 1971 att han höll med om strategin: ”Låt mig säga dig detta: jag betraktar din föreställning om ’den långa marschen genom institutionerna’ som det enda effektiva sättet ...” I sin bok Counterrevolution and revolt (1972) skrev Marcuse:
| ” | För att utöka studentrörelsens bas har Rudi Dutschke föreslagit strategin med den långa marschen genom institutionerna: att motarbeta de etablerade institutionerna genom att arbeta i dem, men inte bara genom att ”borra inifrån” utan snarare genom att ”göra jobbet”, lära sig (hur man programmerar och använder datorer, hur man undervisar på alla utbildningsnivåer, hur man använder massmedia, hur man organiserar produktion, hur man upptäcker och undviker planerat åldrande, hur man formger, etc.), och samtidigt bevara ens egen medvetenhet genom att arbeta med andra. | „ |

Den långa marschen genom institutionerna handlar inte om maktövertagande, utan snarare om att förstöra institutionerna inifrån (antiinstitutionalism). Dutschke skriver:
| ” | I dag skulle permanentrevolutionärer, inte pratmakare [...], som i fabrikerna, i storjordbruken, i försvarsmakten, i den statliga byråkratin o.s.v. systematiskt stökar till ruljangsen accepteras fullständigt av alla löntagare […]. Att ”bringa ruljangsen i oordning” innebär bara att mer understödja löntagarna och andra, lära av dem, bryta ut nya revolutionära fraktioner. Permanentrevolutionärerna kan hela tiden kastas ut, hela tiden tränga in i nya institutioner: Det är den långa marschen genom institutionerna. | „ |

## Begreppets användning
Sedan 1990-talet används begreppet den långa marschen genom institutionerna i samhällsdebatten ofta i samband med tesen att den av Dutschke skisserade strategin faktiskt har genomförts – eller åtminstone att målet uppnåtts. 1968-vänstern i form av en blandning av den radikala studentrörelsen, den utomparlamentariska oppositionen och 1970-talets olika sociala rörelser (kvinnorörelsen, HBT-rörelsen, djurrättsrörelsen, miljörörelsen med flera) marscherade rakt in i makten och besätter numera de avgörande funktionerna i offentlig förvaltning, media och universitet, menar den tyske journalisten Jürgen Busche. Därigenom har de problemformuleringsprivilegiet i samhället.
Oavsett om den långa marschen genom institutionerna är något som har skett medvetet eller inte så märks i Sverige en kraftig överrepresentation av vänstersympatier inom massmedia. Cirkeldiagrammet visar blocksympatier hos journalister verksamma på Sveriges Television 2011/2012.
|  | S + V + MP (83 %) |

|  | M + FP + C + KD (17 %) |

Lars Anders Johansson beskriver situationen i Sverige:
| ” | Under 60-talet talades det ofta både inom socialdemokratin och den yttersta vänstern om den ”borgerliga hegemonin” som rådde i landet. Begreppet lånade man från den italienske 20-talsmarxisten Antonio Gramsci. Trots mer än fyra decenniers oavbrutet maktinnehav hade arbetarrörelsen inte lyckats knäcka det tänkande som genomsyrade en rad av samhällets bärande institutioner: universitetsvärlden, kultursektorn, skolsystemet, dagspressen, kyrkan och försvarsmakten, uppfattades fortfarande som borgerliga. En strategi drogs upp för att förändra detta, som bland annat omfattade en ohelig allians med de vänstergrupper som brukar förknippas med årtalet 1968. Om detta har skrivits åtskilligt. I det här sammanhanget räcker det med att konstatera att strategin har varit framgångsrik. Ett halvsekel senare är det ingen av de nämnda institutionerna som uppfattas som borgerlig, förutom möjligen försvarsmakten, men den finns å andra sidan knappt kvar. | „ |

I en intervju med idéhistorikern Svante Nordin heter det: ”Marxismens anstormning inom universiteten, menar han, kom att röja vägen för allsköns destruktiva irrläror som postmodernism, postkolonialism och feminism. De ersatte sådant som fakta, historia och empiri i forskningen med spekulationer, politisk korrekthet och snåriga teorier till den grad att ingen längre kan känna igen den gamla humanioran, än mindre säga vad den egentligen ska vara bra för.”
Å andra sidan skriver den tyske journalisten Christian Staas: ”Kan så vara att ett par 68:or framgångsrikt har marscherat genom institutionerna och att detta har förändrat institutionerna. Vida mer torde dock institutionerna ha förändrat 68:orna. Av radikala utopister, det har sju år av röd-grönt visat, har blivit skickliga realpolitiker.”